# Ложносетчатокрылые
Ложносетчатокры́лые (лат. Pseudoneuroptera) — искусственная группа насекомых, в которую одними авторами включались термиты, сеноеды, эмбии, веснянки, подёнки, стрекозы и пузыреногие насекомые, другими  — только первые три отряда, а остальные (кроме пузыреногих) относились к «земноводным» (лат. Amphibiotica). В настоящее время в систематике насекомых термин «ложносетчатокрылые» не употребляется, и перечисленные отряды распределяются иным образом.